# Alisa Klejbanowa
Alisa Klejbanowa, ros. Алиса Клейбанова (ur. 15 lipca 1989 w Moskwie) — rosyjska tenisistka, czołowa zawodniczka rozgrywek juniorskich w początkach XXI wieku.

## Kariera tenisowa
W ramach rozgrywek juniorskich trzykrotnie zdobyła wielkoszlemowy tytuł gry podwójnej, na Wimbledonie w latach 2003 i 2006 (z Sanią Mirzą i Anastasiją Pawluczenkową) oraz US Open 2005 z Nikolą Fraňkovą. Jest tenisistką praworęczną, z oburęcznym bekhendem. Jej trenerem jest Igor Pawłow. Na przełomie lat 2003 i 2004 osiągała czołowe pozycje w rankingach juniorskich – singlowym, deblowym i kombinacyjnym, uzyskując w każdym z nich trzecie miejsce.
Aktualnie w rankingach zawodowych wyżej klasyfikowana w gronie deblistek. Do sierpnia 2007 wygrała siedem turniejów kobiecych rangi ITF w obydwu konkurencjach. Już w swoim pierwszym zawodowym meczu turniejowym pokonała Chorwatkę Jelenę Kostanić 2:6, 6:0, 7:5 w 2004 roku w Indian Wells.
Pod koniec lutego 2010 w Malezji, podczas turnieju Malaysian Open wygrała pierwszy turniej z serii WTA Tour, pokonując w finale Rosjankę Jelenę Diemientjewą 6:3, 6:2. Kilka miesięcy później, w Seulu odniosła drugie turniejowe zwycięstwo w karierze, pokonując w finale Hansol Korea Open, Klárę Zakopalovą 6:1, 6:3.
W 2011 roku zawiesiła karierę sportową z powodu nowotworu – ziarnicy złośliwej.
W sierpniu 2013 roku wróciła do rywalizacji na światowych kortach. Swój pierwszy występ w głównym cyklu po wznowieniu kariery zanotowała w turnieju w Toronto. W tym samym roku osiągnęła ćwierćfinał w Moskwie.

## Finały turniejów WTA
| Legenda                     | Legenda |
| --------------------------- | ------- |
| Wielki Szlem                |         |
| Igrzyska olimpijskie        |         |
| WTA Tour Championships      |         |
| WTA Tournament of Champions |         |
| 1988 – 2008                 |         |
| Kategoria I                 |         |
| Kategoria II                |         |
| Kategoria III               |         |
| Kategoria IV                |         |
| Kategoria V                 |         |
| 2009 – 2020                 |         |
| WTA Premier Mandatory       |         |
| WTA Premier 5               |         |
| WTA Premier                 |         |
| WTA International Series    |         |
| WTA 125K series (2012–2020) |         |

### Gra pojedyncza
| Końcowy wynik | Nr | Data             | Turniej      | Nawierzchnia  | Przeciwniczka       | Wynik finału |
| ------------- | -- | ---------------- | ------------ | ------------- | ------------------- | ------------ |
| Zwyciężczyni  | 1. | 28 lutego 2010   | Kuala Lumpur | Twarda        | Jelena Diemientjewa | 6:3, 6:2     |
| Zwyciężczyni  | 2. | 26 września 2010 | Seul         | Twarda        | Klára Zakopalová    | 6:1, 6:3     |
| Finalistka    | 1. | 7 listopada 2010 | Bali         | Twarda (hala) | Ana Ivanović        | 2:6, 6:7(5)  |

### Gra podwójna
| Końcowy wynik | Nr | Data                | Turniej   | Nawierzchnia | Partnerka                | Przeciwniczki                           | Wynik finału   |
| ------------- | -- | ------------------- | --------- | ------------ | ------------------------ | --------------------------------------- | -------------- |
| Finalistka    | 1. | 4 maja 2008         | Fez       | Ceglana      | Jekatierina Makarowa     | Sorana Cîrstea Anastasija Pawluczenkowa | 2:6, 2:6       |
| Zwyciężczyni  | 1. | 2 maja 2009         | Fez       | Ceglana      | Jekatierina Makarowa     | Sorana Cîrstea Marija Kirilenko         | 6:3, 2:6, 10–8 |
| Zwyciężczyni  | 2. | 12 lipca 2009       | Budapeszt | Ceglana      | Monica Niculescu         | Alona Bondarenko Kateryna Bondarenko    | 6:4, 7:6(5)    |
| Zwyciężczyni  | 3. | 3 października 2009 | Tokio     | Twarda       | Francesca Schiavone      | Daniela Hantuchová Ai Sugiyama          | 6:4, 6:2       |
| Zwyciężczyni  | 4. | 8 stycznia 2011     | Brisbane  | Twarda       | Anastasija Pawluczenkowa | Klaudia Jans Alicja Rosolska            | 6:3, 7:5       |
| Zwyciężczyni  | 5. | 30 kwietnia 2011    | Estoril   | Ceglana      | Galina Woskobojewa       | Eleni Daniilidu Michaëlla Krajicek      | 6:4, 6:2       |

## Finały juniorskich turniejów wielkoszlemowych

### Gra podwójna (3)
| Końcowy wynik | Rok  | Turniej   | Nawierzchnia | Partnerka                | Przeciwniczki                            | Wynik finału  |
| Zwyciężczyni  | 2003 | Wimbledon | Trawiasta    | Sania Mirza              | Kateřina Böhmová Michaëlla Krajicek      | 2:6, 6:3, 6:2 |
| Zwyciężczyni  | 2005 | US Open   | Twarda       | Nikola Fraňková          | Alexa Glatch Vania King                  | 7:5, 7:6      |
| Zwyciężczyni  | 2006 | Wimbledon | Trawiasta    | Anastasija Pawluczenkowa | Chrystyna Antonijczuk Alexandra Dulgheru | 6:1, 6:2      |